# Glaucidium griseiceps
Glaucidium griseiceps е вид птица от семейство Совови (Strigidae).

## Разпространение
Видът е разпространен в Белиз, Гватемала, Еквадор, Колумбия, Коста Рика, Мексико, Никарагуа, Панама и Хондурас.